# Флотаційна машина «Фагергрін»

Схема механічної флотаційної машини типу «Фагергрін».
1 — корпус камери; 2 — ротор; 3 — статор; 4 — центральна труба; 5 — заспокоювач; 6 — циркуляційна труба; 7 — перфороване фальшиве днище; 8 — вал

Флотаційна машина типу «Фагергрін» (США) — механічна флотаційна машина.

## Конструкція і функціонування
Флотаційна машина типу «Фагергрін» складається з прямотечійних двокамерних секцій. Камери 1 мають прямокутну або квадратну форми з вертикальними стінками, скошеними у нижній частині. У кожній камері є блок-аератор з аератором типу 1+1, який виконано з суцільнолитих ротора 2 і статора 3.
При обертанні ротора через центральну трубу 4 з атмосфери засмоктується повітря, а знизу — пульпа. Повітря і пульпа змішуються в середині ротора і завдяки невеликому зазору між ротором і статором турбулентні потоки значною мірою гасяться. Пульпа через отвори у статорі викидається в камеру в радіальному напрямку, що сприяє більш рівномірному розподілу повітряних бульбашок по об’єму камери. Для створення спокійної зони піноутворення на центральній трубі встановлений конічний перфорований заспокоювач 5. У камерах великого об’єму для підсилення циркуляції пульпи встановлюється перфороване фальшиве днище 7, яке не торкається стінок камери. Пульпа, яка викинута ротором до стінок камери, проходить між основним і фальшивим днищем і через циркуляційну трубу 6 засмоктується всередину ротора. Така циркуляція запобігає осадженню матеріалу на дно камери. Знімання піни може бути одно- або двостороннім, а також здійснюватися самопливом. Камерний продукт видаляється з машини через розвантажувальний карман в останній камері.
Ротор являє собою пустотілий циліндр з 6—10 радіальними лопатками 1, які закінчуються трапецієподібними потовщеннями 2. Статор виконаний у вигляді гнучкого циліндра 4 з овальними отворами 6, між якими з внутрішнього боку розташовані напівциліндричні ребра 5. Залежно від типорозміру флотаційної машини зазор між ротором і статором становить від 100 до 180 мм.
Пульпа в машину надходить самопливом через приймальний карман. Машина складається з окремих прямотечійних секцій, які встановлюються каскадно, що забезпечує самопливний рух пульпи через машину. Рівень пульпи регулюється зміною розміру прохідних отворів у проміжних і розвантажувальному карманах.
Флотомашини типу «Фагергрін» використовують для збагачення багатьох корисних копалин і випускаються з місткістю камер від 0,3 до 28,3 м3.